# Irwin Allen
Irwin Allen (ur. 12 czerwca 1916 w Nowym Jorku, zm. 2 listopada 1991 w Santa Monica) – amerykański producent, scenarzysta i reżyser filmowy.

## Życiorys
Jako reżyser debiutował filmem dokumentalnym pt. The Sea Around Us z 1952, który otrzymał Oscara dla najlepszego filmu dokumentalnego. Później wyreżyserował kilka filmów fantasy i przygodowych. W latach 70. stał się specjalistą od kina katastroficznego. Zrealizowany przez niego wspólnie z Johnem Guillerminem Płonący wieżowiec (1974) otrzymał nominację do Oscara w kategorii Najlepszego filmu roku.
Zmarł na zawał serca.

## Wybrana filmografia
Reżyser:
- Historia ludzkości (1957); także scenariusz
- Zaginiony świat (1960); także scenariusz
- Wyprawa na dno morza (1961); także scenariusz
- Five Weeks in a Balloon (1962); także scenariusz
- Miasto pod wodą (1971)
- Płonący wieżowiec (1974; wspólnie z Johnem Guillerminem)
- Rój (1978)
- Po tragedii Posejdona (1979)
- Obcy z innej planety (1982); także scenariusz

Producent:
- Dziewczyna w każdym porcie (1952)
- Niebezpieczna misja (1954)
- Historia ludzkości (1957); także scenariusz
- Wielki cyrk (1959); także scenariusz
- Zaginiony świat (1960); także scenariusz
- Wyprawa na dno morza (1961); także scenariusz
- Five Weeks in a Balloon (1962); także scenariusz
- Miasto pod wodą (1971)
- Tragedia „Posejdona” (1972)
- Płonący wieżowiec (1974)
- Krwawe piekło (Fire!, 1977)
- Po tragedii Posejdona (1979)
- Gdy czas ucieka (1980)
- Obcy z innej planety (1982); także scenariusz
- Alicja w Krainie Czarów (1985)